# Chiesa di San Michele Arcangelo (Ontagnano)
La chiesa di San Michele Arcangelo è la parrocchiale di Ontagnano, in provincia ed arcidiocesi di Udine; fa parte della forania del Friuli Centrale.

## Storia

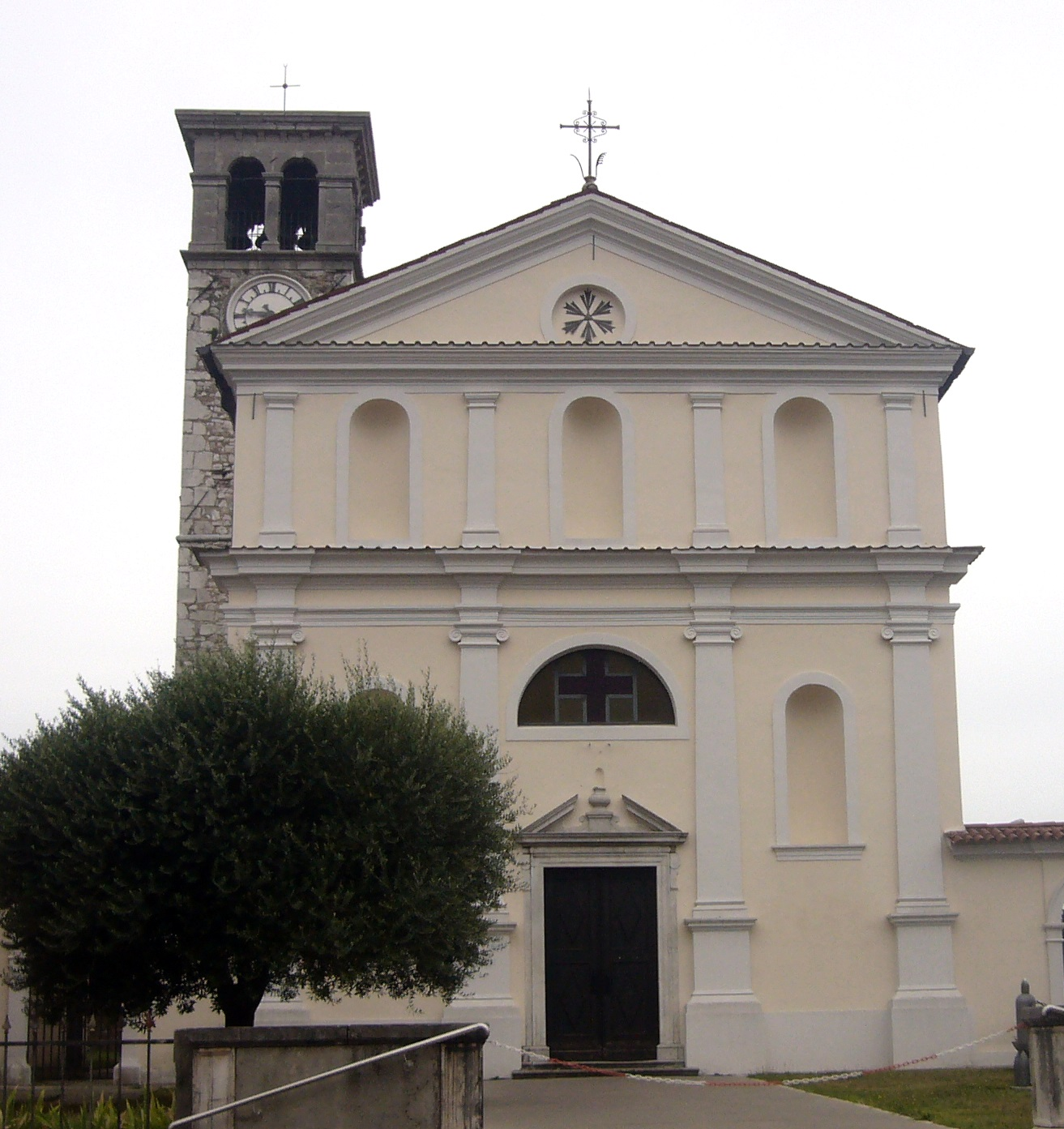
La chiesa vista da un'altra angolazione

Sembra che la primitiva chiesa di Ontagnano fosse stata costruita tra i secoli XII e XIII, ma le prime testimonianze della stessa risalgono al XV secolo.
Nel 1711 venne ricostruita la navata, lasciando intatta l'abside. Verso la fine del Settecento la chiesa venne abbandonata e lasciata in uno stato di assoluto degrado. Per questo all'inizio del XIX secolo si decise di riconciarla e venne, dunque, riaperta al pubblico il 13 aprile 1819. 
In una visita pastorale del 1856 si dice che la chiesa era "indecente e si vedrà se si abbia a sospenderla". 
Nel 1915 venne riedificato il presbiterio e, nel 1937, la facciata subì un intervento di rifacimento.
Nei primi anni cinquanta questa chiesa venne demolita per far posto all'attuale parrocchiale, edificata tra il 1954 e il 1955 su progetto di Celso del Frate.